# Stade union cavaillonnais
Actualités
Dernière mise à jour : 03 mars 2019.
Le Stade union cavaillonnais ou SU Cavaillon est un club de rugby à XV situé à Cavaillon, dans le département du Vaucluse et fondé le 15 octobre 1903.

## Historique
Fondé le 15 octobre 1903, le club pratique le rugby à XV jusqu'en 1938 avant de passer au rugby à XIII.
En 1927, le club est en 1re division nationale.
Le rugby à XIII étant interdit dès fin octobre 1940, le club revient jouer à XV et atteint les huitièmes de finale du championnat de France en 1943. L'année suivante, il se qualifie pour la seconde phase réservé aux 24 meilleurs clubs mais revient au rugby à XIII à la Libération.
Le club sportif revient à la pratique du rugby à XV à partir de 1972.
Depuis sa création, le club réside au stade Joseph-Lombard, un stade vélodrome où sont passés les Jacques Anquetil, Raymond Poulidor, Fausto Coppi, Louison Bobet.
Par son palmarès et son nombre de licenciés, le SU Cavaillon figure parmi les principaux clubs du comité de Provence. Le SU Cavaillon a formé de nombreuses générations de joueurs, et chaque année plusieurs jeunes sont intégrés à l’équipe première. Le club attache une grande importance à son école de rugby qui forme plus de 200 enfants.

## Palmarès

### Palmarès de l'équipe première
- 1904 : Champion de Vaucluse
- 1905 : Champion de Vaucluse
- 1906 : Champion de Vaucluse
- 1906 : Champion du Littoral
- 1913 : Vainqueur de la Coupe de l'Espérance[Laquelle ?][4],[Note 2]
- 1915 : Champion du Littoral
- 1976 : Vainqueur du Challenge D.Leydier[5]
- 1993 : Vainqueur du Challenge D.Leydier
- 1994 : Vainqueur du Challenge D.Leydier
- 1995 : Vainqueur du Challenge D.Leydier
- 1996 : Vainqueur du Challenge D.Leydier
- 2006 : Champions de Provence
- 2014 : Champions de Provence Honneur

### Palmarès des autres équipes
- 2004 : Champions de Provence cadets
- 2007 : Champions de Provence cadets
- 2014 : Champions de Provence Honneur (réserve)
- 2022 : Champions de ligue SUD et de ligue Corse cadets (en rassemblement avec les clubs du BCI XV et de l'ESSS, sous l'appellation Rugby Comtat Luberon XV)